# Nemopterella sabuleti
Nemopterella sabuleti är en insektsart som beskrevs av Bo Tjeder 1967. Nemopterella sabuleti ingår i släktet Nemopterella och familjen Nemopteridae. Inga underarter finns listade i Catalogue of Life.